# Дорогичевский сельский совет
Дорогичевский сельский совет (укр. Дорогичівська сільська рада) — входит в состав
Залещицкого района
Тернопольской области
Украины.
Административный центр сельского совета находится в 
с. Дорогичевка.

## Населённые пункты совета
- с. Дорогичевка